# Мальцев Семен Олександрович
Семен Олександрович Мальцев (рос. Семён Александрович Мальцев; нар. 1904, м. Коканд, Ферганська область, Узбецька РСР, СРСР) — військовий юрист 3-рангу, військовий прокурор 100-ї стрілецької дивізії РСЧА, російський колаборант у роки Другої світової війни. Засновник та лідер Російської національно-трудової партії.

## Життєпис
Семен Мальцев був військовим прокурором 100-ї стрілецької дивізії РСЧА. У червні 1941 року на Західному фронті в районі міста Мінська Семен Мальцев зник безвісти. Потрапив у полон чи сам здався — достеменно не відомо.
У вересні 1941 року в таборі для військовополонених офіцерів РСЧА в місті Гаммельбург Семен Мальцев створив та очолив Російську національно-трудову партію. Семен Мальцев також очолював Центральний Комітет Російської національно-трудової партії.
За свідченням очевидця Семен Мальцев був: 
| «середнього зросту, дуже худий, з запаленими палаючими очима. Він був хворобливо самовпевнений та самолюбний. Говорив про необхідність підготувати російську національну партію, так як німці скоро розіб'ють Радянський Союз, і треба їм допомагатиме будувати нову Росію»[4] |
У 1943 році Російську національно-трудову партію було розформовано, і подальша доля Семена Мальцева невідома.